# NTR (radiodiffusion)
Pour les articles homonymes, voir NTR.
NTR, du nom complet Stichting NTR (« Fondation NTR »), est une organisation audiovisuelle publique a vocation éducative et culturelle néerlandaise qui a été créée en 2010 par la fusion de la Nederlandse Programma Stichting (nl) (NPS), Teleac (nl) et RVU (nl).
Le nom de l'organisme de radiodiffusion est une combinaison des premières lettres de ses trois prédécesseurs, qui diffusent conjointement depuis le 1er septembre 2010 et qui diffusent officiellement depuis le 1er janvier 2011, sous le nom de NTR.